# Vörösfoltos pontylazac
A vörösfoltos pontylazac (Hyphessobrycon erythrostigma) a sugarasúszójú halak (Actinopterygii) osztályának pontylazacalakúak (Characiformes) rendjébe, ezen belül a pontylazacfélék (Characidae) családjába tartozó faj.

## Előfordulása
A vörösfoltos pontylazac Kolumbia és Peru területén honos. Az eredeti előfordulási területe az Amazonas felső szakaszában található.

## Megjelenése
Testhossza legfeljebb 6-7 centiméter.
|  |

## Életmódja
Trópusi pontylazac, amely a vízfelszín közelében úszik. A 23-28 Celsius-fokos vízhőmérsékletet és az 5,6-7,2 pH értékű vizet kedveli. Mindenevőként férgekkel, kis rákokkal és növényekkel táplálkozik; fogságban a tubifexet kedveli.

## Felhasználása
Közkedvelt akváriumi hal, emiatt ipari mértékben tenyésztik és kereskednek vele. Az akváriuma legalább 80 centiméter hosszú kell hogy legyen; rajhalként fajtársaira van szüksége, emiatt 5 vagy több példány ajánlott.